# Москва-Сити (платформа, Калужско-Нижегородский диаметр)
Москва́-Си́ти (до 31 марта 2024 года — Тестовская) — остановочный пункт на соединительной ветви Киевского и Белорусского направлений МЖД в Москве, также входит в состав линии МЦД-4 Московских центральных диаметров. Имеет пересадку на одноимённую станцию МЦК и одноимённую станцию Филёвской линии.

## История
Подготовительные работы на месте будущего остановочного пункта начались в декабре 2018 года. О начале строительства платформы было официально объявлено 26 февраля 2020 года. Строительство станции было завершено в день её открытия 9 сентября 2023 года. Открытие северного вестибюля состоялось 5 апреля 2024 года.

## Описание
Остановочный пункт расположен на эстакаде, высота которой в наивысшей точке достигает 35 м, и включает в себя две боковые платформы. Были построены крытые переходы на станцию МЦК «Деловой центр» (ныне — «Москва-Сити») и станцию метро «Международная» (ныне — «Москва-Сити»), а также организован переход на платформу Тестовская Белорусского направления. Сооружение оформлено в современном стиле.